# Личжоу
Личжо́у (кит. упр. 利州, пиньинь Lìzhōu) — район городского подчинения городского округа Гуанъюань провинции Сычуань (КНР).

## История
При империи Восточная Цзинь в 390 году в этих местах был образован уезд Синъань (兴安县).
В ходе войн между государствами Лян и Западная Вэй эта территория не раз переходила из рук в руки и меняла статус и название. В частности, именно тогда, в честь одного из генералов Западной Вэй, созданная здесь область получила название Личжоу (писалось то 黎州, то 利州).
При империи Суй в состав области Личжоу входило 8 уездов, а её управляющие структуры размещались в уезде Синъань. В 598 году уезд Синъань был переименован в Мяньгу (绵谷县). При империи Тан область Личжоу несколько раз менял статус и название, но каждый раз они в итоге становились прежними.
При империи Юань в 1277 году область Личжоу был поднят в статусе и стала Гуанъюаньской управой (广元府).
При империи Мин в 1376 году Гуанъюаньская управа была понижена в статусе до области Гуанъюань (广元州). В 1389 году структуры уезда Мяньгу были ликвидированы, а область Гуанъюань стала уездом Гуанъюань (广元县) подчинённым Баонинской управе (保宁府).
В 1945 году восточная часть уезда Гуанъюань была выделена в уезд Ванцан.
В 1985 году постановлением Госсовета КНР был образован городской округ Гуанъюань, а территория бывшего уезда Гуанъюань стала Центральным районом (市中区) в его составе. 13 марта 2007 года Центральный район был переименован в район Личжоу.

## Административное деление
Район Личжоу делится на 8 уличных комитетов, 7 посёлков и 3 волости.